# 1908 w filmie
Wydarzenia filmowe w 1908 roku.

## Wydarzenia
- 5 maja – nowojorski sędzia Lacombe postanowił, że filmy są chronione przez prawo autorskie
- 22 października – Antoś pierwszy raz w Warszawie – pierwszy dłuższy polski film fabularny

## Premiery
- polskie
  - Pruska kultura (wiosna 1908)
  - Antoś pierwszy raz w Warszawie (22 października)

- zagraniczne
  - Zabójstwo księcia Gwizjusza (L'Assassinat du Duc de Guise, Francja) – reżyseria: Charles Le Bargy, André Calmette, scenariusz: Henri Lavedan, wykonawcy: Charles Le Bargy, Albert Lambert, Gabrielle Robinne i Berthe Bovy.

## Urodzili się
- 1 stycznia – Stanisław Winczewski, aktor (zm. 1972)
- 10 stycznia:
  - Paul Henreid, aktor (zm. 1992)
  - Bernard Lee, aktor (zm. 1981)
- 11 stycznia – Lionel Stander, aktor (zm. 1994)
- 12 stycznia – Jean Delannoy, reżyser (zm. 2008)
- 16 stycznia – Ethel Merman, aktorka (zm. 1984)
- 4 lutego – Gwili Andre, aktorka (zm. 1959)
- 22 lutego – John Mills, aktor (zm. 2005)
- 5 marca – Rex Harrison, aktor (zm. 1990)
- 7 marca – Anna Magnani, aktorka (zm. 1973)
- 17 marca – Brigitte Helm, aktorka (zm. 1996)
- 20 marca – Michael Redgrave, aktor (zm. 1985)
- 2 kwietnia – Buddy Ebsen, aktor (zm. 2003)
- 5 kwietnia – Bette Davis, aktorka (zm. 1989)
- 15 kwietnia – Lita Grey, aktorka (zm. 1995)
- 30 kwietnia – Eve Arden, aktorka (zm. 1990)
- 20 maja – James Stewart, aktor (zm. 1997)
- 26 maja – Robert Morley, aktor (zm. 1992)
- 28 maja – Ian Fleming, pisarz (zm. 1964)
- 31 maja – Don Ameche, aktor (zm. 1993)
- 9 czerwca – Robert Cummings, aktor (zm. 1990)
- 1 lipca – Peg Entwistle, aktorka (zm. 1932)
- 12 lipca – Milton Berle, aktor (zm. 2002)
- 18 lipca – Lupe Vélez, aktorka (zm. 1944)
- 15 września – Penny Singleton, aktorka (zm. 2003)
- 5 października – Joshua Logan, reżyser (zm. 1988)
- 6 października – Carole Lombard, aktorka (zm. 1942)
- 24 listopada – Aleksander Ford, polski reżyser (zm. 1980)
- 11 grudnia – Sally Eilers, aktorka (zm. 1978)
- 18 grudnia – Celia Johnson, aktorka (zm. 1982)
- 20 grudnia – Dennis Morgan, aktor, piosenkarz (zm. 1994)
- 25 grudnia – Helen Twelvetrees, aktorka (zm. 1958)
- 28 grudnia – Lew Ayres, aktor (zm. 1996)
- 29 grudnia – Claire Dodd, aktorka (zm. 1973)